# مذكرات مستر همفر
مذكرات مستر همفر (جاسوس بريطاني غير معروف) أو اعترافات جاسوس بريطاني هي وثائقية ثُنسب إلى جاسوس بريطاني يدعي هِمْفِر (بالإنجليزية: Hempher) في القرن الثامن عشر، تشير إلى أن له دور في إيجاد وتكوين حركة إسلامية محافظة سميت بالوهابية، وذلك كجزء من المؤامرة لتخريب العالم الإسلامي. بالرغم من أن الشخصية التي نٌسبت لها المذكرات لا دليل على وجودها أصلا، وهذا ما دعى عددا من الباحثين إلى القول بأن هذه المذكرات كتبها بعض خصوم محمد بن عبد الوهاب 
ظهرت أول نسخة لهذه المذكرات في عام 1888 باللغة التركية في خمسة أجزاء، ويعتقد بعض الباحثين أن مؤلفها الحقيقي هو أيوب صبري باشا. وُصفت هذه المذكرات بـ«الملفقة» و «المزورة» و «عديمة القيمة»، وتُرجمت المذكرات للعديد من اللغات، كما أنها متاحة على الإنترنت، ولا تزال تحظي ببعض القيمة خاصة في الشرق الأوسط. واعتبرتها القوات العراقية بأنها من الوثائق الغاية في السرية عام 2002.

## المحتويات
تحتوي المذكرات على سيرة الجاسوس البريطاني همفر، والذي نشط في أوائل 1700 وظهر في صورة شخص مسلم دخل الخلافة العثمانية بهدف اضعافها وتدمير الاسلام جملة واحدة. يقول همفر في مذكراته «عندما تتحطم وحدة المسلمين ويتوقف التعاون والتعاطف الموجود بينهم، فإن قواهم وقوتهم سوف تتحل ويمكننا بسهولة تدميرهم. ونحن الإنجليز يجب أن نحرض على الأذي والانقسام في جميع مستعمراتنا كي نتمكن من العيش في رفاهية وسلام.»
عزم همفر على إضعاف أخلاق المسلمين بصورة غير مسبوقة عن طريق الترويج للكحول وإشاعة الرذيلة، إلا أن خطوته الأولي لتحقيق ذلك كانت بخلق الفوضي في صفوف المسلمين وبذلك بإنشاء الحركة الوهابية، والتي حظيت ببعض المصداقية كونها تبدو متمسكة حرفيا بالأخلاق الإسلامية، وتم ذلك بتجنيد شخص في العراق اسمه محمد بن عبد الوهاب، وهناك من يربط الاسم مع مؤسس الحركة الوهابية محمد بن عبد الوهاب بغرض تشويه الصورة، وبالرجوع للتواريخ هناك مفارقات كبيرة بين زمن وجود همفر وعمره مع زمن وعمر الشيخ محمد بن عبد الوهاب من نجد.
وطبقا لهمفر الذي يقول في المذكرات أنه جاسوس من بين 5000 جاسوس بريطاني أخر، هدفهم الأساسي هو إضعاف المسلمين، كما أن بريطانيا جعلت هذا العدد مرشح للزيادة حتى 100 ألف في نهاية القرن الثامن عشر ميلادي. وكتب همفر قائلا: «وعندما سنصل إلى هذا الرقم فيمكننا وضع كل الملسمين تحت هيمنتنا، وسيكون الإسلام في حالة شديدة البؤس، ولن يستطيع النهوض منها مرة أخرى».

## التحليل
وصف جورج بيكر مذكرات مستر همفر على أنها " محتمل أن تكون مُؤلفة من قبل مسلم سني كانت نيته أن يُظهر المسلمين بصورة مقدسة لكن ضعيفة، لا تستطيع مواجهة الحركة الوهابية المدمرة.
ووصف برنارد هيكل من معهد أولين - هارفرد للدرسات الاستراتيجية أن مذكرات مستر همفر هي تزوير مضاد للوهابية، والمحتمل أنه تمت فبركتها من قبل أيوب صبري باشا، وهو كاتب عثماني، درس في الأكاديمية البحرية وحصل على رتبة ضابط وخدم لفترة في الحجاز واليمن، وكتب العديد من الأعمال التاريخية حول الدولة السعودية، وتوفي عام 1890م.
في بداية انتشار الوهابية تحدث أيوب باشا عن محمد بن عبد الوهاب وعلاقته بالجاسوس همفر لإعادة تشكيل المنطقة، إلا أن هذه الإدعاءات من قبل أيوب باشا تم إبطالها من طرف بعض المؤلفين المناصرين للوهابية، والذين أشاروا إلى أنه أساسا لا يوجد دليل حول همفر في قاعدة البيانات والبحوثات في المكتبات والكتب القديمة أو حتى النادرة، وأن الأحداث المذكورة في هذه المذكرات لا تؤكد الحقائق المعروفة والمؤكدة في المصادر المعاصرة، فالمذكرات زعمت أن همفر سافر إلى البصرة في 1712 م وهناك قابل محمد بن عبد الوهاب الذي كان يتحدث التركية والفارسية والعربية ولكن الحقيقة أن محمد بن عبد الوهاب ولد في 1115 هـ الموافق 1703/1704 م، وكان بعمر 9 أو 10 سنوات وقت قدوم همفر إلى البصرة، كما أن محمد بن عبد الوهاب لم يغادر نجد حتى عام 1722 م إلا مرة واحده عندما سار للحج، كما أن عبارة «الامبراطورية التي لا تغيب عنها الشمس» والتي ذكرت في المذكرات لم تظهر إلا لاحقا بعد قرن كامل. وقد علق بعض المناصرين للوهابية على مذكرات همفر حول إدعاء أن بريطانيا ساعدت محمد بن عبد الوهاب بقوله أن نجد كانت خاليه من الوجود البريطاني في منتصف القرن الثامن عشر.
ذكر ماهر الهندي أن بريطانيا تستعين بالأشاعرة لمواجهة الفكر السلفي مما يعارض فرضية أن بريطانيا تريد السلفينن.